# Kjell Aukrust

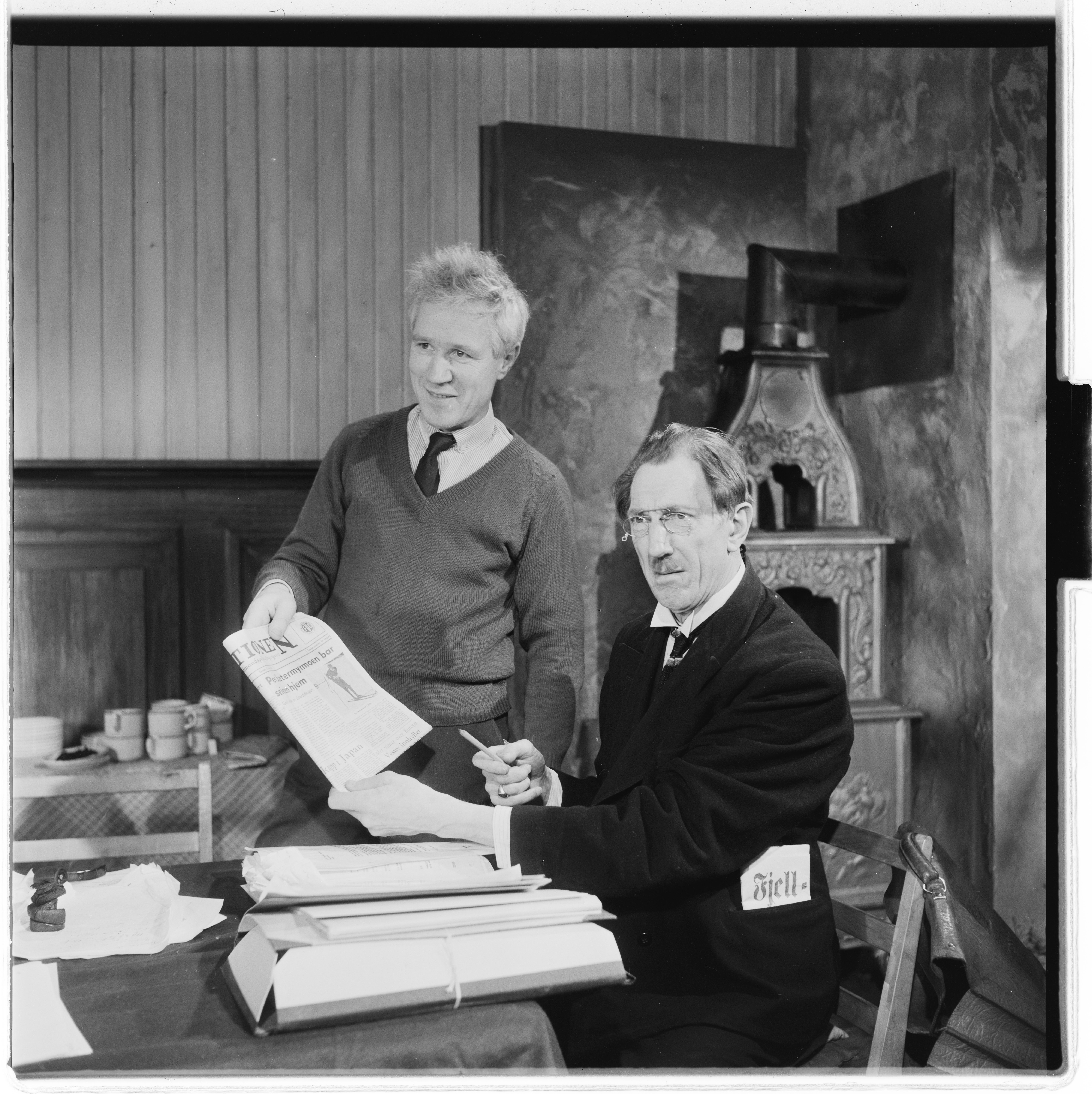
Kjell Aukrust och skådespelaren Leif Juster 1963, under inspelningen av Freske fraspark.

Kjell Aukrust född 19 mars 1920 i Alvdal, död 24 december 2002, var en norsk tecknare, illustratör och författare.

## Biografi
Aukrust var son till Lars Olsen Aukrust (1886–1965), bror till Odd Aukrust (1915–2008) och brorson till Olav Aukrust (1883–1929). Han var gift med Kari Holter sedan 1947.
Han var utbildad vid Kunst- og håndverksskolen. Efter andra världskriget arbetade han under en period som tidningstecknare i Vårt Land, och blev snart etablerad som en särpräglad yrkestecknare.  Aukrust finns bland annat representerad i Nasjonalgalleriet och Museet for Samtidskunst. Aukrustsenteret i Alvdal är i sin helhet vigt åt konstnärens livsverk. En Aukrust-utställning öppnade 1 oktober 2001 i Skidmuseet i Holmenkollen. Utställningen visar Aukrust i all sin bredd - både som tecknare, författare och målare.
Aukrust fick inspirationen till den animerade filmen Flåklypa Grand Prix från Flåklypa i Bøverdalen, några få kilometer från Lom i Ottadalen i Oppland fylke. Där upptäckte han en speciell naturformation, som gav honom idén till Flåklypa-filmen.
Aukrust debuterade med Simen 1958. Filmen Flåklypa Grand Prix blev en framgång i Norge, och blev översatt till flera språk. 1998 hade den tecknade filmen Solan, Ludvig og Gurin med reverompa premiär och Krokryggen hade premiär på Det Norske Teatret i Oslo 28 februari 1998.